# مارلا آدامز
مارلا آدامز (بالإنجليزية: Marla Adams)‏ هي ممثلة أمريكية، ولدت في 28 أغسطس 1938 في الولايات المتحدة.

## أعمال

### مسلسلات
- ذا سيكرت ستورم

## وصلات خارجية
- مارلا آدامز على موقع IMDb (الإنجليزية)
- مارلا آدامز على موقع ألو سيني (الفرنسية)
- مارلا آدامز على موقع أول موفي (الإنجليزية)
- مارلا آدامز على موقع قاعدة بيانات الأفلام السويدية (السويدية)
- مارلا آدامز على موقع قاعدة بيانات الفيلم (الإنجليزية)
- مارلا آدامز على موقع كينوبويسك (الروسية)